# فضاء تنظيمي
الفضاء التنظيمي يصف تأثير البيئة المكانية على صحة وعقل وسلوك البشر داخل المنظمات وحولها. كما يُعتبر مجالًا للبحث العلمي تُعد تعددية التخصصات (الحقول المتداخلة) أهم مفاهيمه. ويتأثر مجال الفضاء التنظيمي بالعديد من العلوم والمجالات، حيث يأتي مستمدًا ومستوحى من الإدارة والتنظيم والعمارة (ديل وباريل، 2008م)، كما أضيفت إليه علوم أخرى مستقاة على سبيل المثال من علم النفس البيئي (إيفانز وميتشيل، 1998م) والطب الاجتماعي (ماكنتاير وآخرون، 2002م)، أو العلم المكاني (فستنغر وآخرون، 1950م). وبشكل رئيس، يمكن النظر إليه كمجال خاص يجمع ما تم التوصل إليه من خبرات في مجالات الدراسات التنظيمية وإدارة التغيير، والتي يتم تطبيقها على فن العمارة. وترتبط مجالات المعرفة بالتصميم القائم على الدليل، حيث يتم بحث تأثير البيئة المكانية على كلٍّ من صحة المريض وعلاجه ورضا العميل ضمن مجالات البحث في الرعاية الصحية. كما يرتبط أيضًا بمجالات الإدارة القائمة على الممارسة والتطبيق، مثل مجال إدارة المرافق الذي تتمثل مهمته الأولى في صيانة المباني التجارية أو المؤسسية ورعايتها ومجال إدارة الممتلكات، الذي يتركز عمله في إدارة العقارات وتشغيلها. ويُعرف مجال الفضاء التنظيمي أحيانًا بالعمارة التنظيمية. ويجب التمييز بين المجال العلمي للفضاء التنظيمي وبين العمارة الاجتماعية؛ حيث يُعد تطوير تكنولوجيا المعلومات والاتصالات محور تركيز هذا المجال ويختلف أيضًا عن علم الفضاء الذي يهتم بدراسة الفضاء الكوني.

## البيئة المكانية والمادية والمبنية
يميز المجال البحثي في هذا الخصوص بين ثلاث بيئات مختلفة: البيئة المكانية المنبثقة من البيئة المادية والبيئة المبنية. 
- البيئة المكانية: هي الحيز الكلي الذي يعيش فيه الإنسان، والمنظمات التي تعمل حوله.
- البيئة المادية: تتمثل في جميع الكيانات الملموسة المادية داخل المنظمات وحولها.
- البيئة المبنية: يأتي المفهوم الشائع لها مرتبطًا بفن العمارة ويبقى هذا المفهوم عنها ثابتًا بشكل دائم لا يتغير.

## الدورة المكانية التنظيمية للتغيير
قد يُعد الترابط والتناغم بين المنظمة وبيئتها المكانية تدفقًا دوريًا متعدد التخصصات ومتشابكًا يبدأ بالأحداث الطارئة والمتوسطات ومعدلات الأداء إلى التدخلات (موباتش، 2009م). وتعد المواقف هي الحالات والظروف التنظيمية والمعمارية التكنولوجية والطبيعية التي تعمل المنظمة وفقًا لها وتقوم بمهامها ووظائفها. وفي النهاية تؤثر هذه العوامل على أداء المنظمة، لكن بعد دمجها أولًا مع المتوسطات. وفي هذه الحالة وعلى سبيل المثال، سيلاحظ الإنسان داخل المنظمة وحولها هذه الظروف والاحتمالات، وسيمنحها معنى خاصًا بها (كليغ وكورنبيرغر، 2006م؛ فان مارويجك وياناو، 2010م). ومن ناحية أخرى، ستؤثر هذه الظروف والاحتمالات أيضًا على الشبكة الاجتماعية (بيكر، 1981؛ ستيل، 1973) ومدى فعالية البيئة المكانية (شارلز، 1923). وبالتالي، تؤثر المتوسطات على معدلات الأداء، على سبيل المثال، صحة وعقل وسلوك الإنسان داخل المنظمات وحولها. وقد تؤدي البيئة المكانية إلى الإصابة بـ المرض، مثل الإصابة بمتلازمة مرض المباني، وهي أعراض متعلقة بالتواجد في المباني المقفلة التي لا يتوفر بها تهوية جيدة وما إلى ذلك (وكالة حماية البيئة، 1991)، لكن قد تؤثر بصورة إيجابية أيضًا على نشاط الإنسان وشعوره بالحيوية وتعينه على الشفاء بعد الخضوع لعملية جراحية ما (أولريش، 1984). وقد تؤدي معدلات الأداء إلى ضرورة التدخل الإداري. وبالتالي، ستعمل هذه التدخلات على تغيير الظروف، وبتغيير الظروف يأتي تغيير العناصر والعلاقات وخصائص الظروف التي يعمل من خلالها الإنسان ويؤدي وظائفه وينتج.